# Satanic Warmaster
Satanic Warmaster – jednoosobowy fiński zespół black metalowy założony w 1999 roku. Teksty utworów Satanic Warmaster opierają się głównie na satanizmie i europejskim folklorze.

## Muzycy
Obecny skład zespołu
- Satanic Tyrant Werewolf lub Nazgul (Lauri Penttilä) – wszystkie instrumenty i wokal

Byli członkowie zespołu
- Lord Sargofagian – perkusja w "Opferblut" (sesyjnie)
- Lord War Torech – gitara
- Nigrantium – perkusja (sesyjnie)

## Dyskografia
Albumy studyjne
- Strength and Honour – 2001
- Opferblut – 2003
- Carelian Satanist Madness – 2005
- Nachzehrer – 2010
- Fimbulwinter – 2014
- Aamongandr – 2022[2]
- Exultation of Cruelty – 2024

EP
- Black Katharsis – 2002
- ...Of the Night – 2004
- Werewolf Hate Attack – 2007
- Revelation – 2007

Splity
- Krieg / Satanic Warmaster – 2003
- The True Face of Evil – 2003
- Akitsa / Satanic Warmaster – 2004
- Satanic Warmaster / Gestapo 666 – 2004
- Clandestine Blaze / Satanic Warmaster – 2004
- Satanic Warmaster / Stuthoff – 2006
- Aryan Blood / Satanic Warmaster – 2007
- Mütiilation / Drowning the Light / Satanic Warmaster – 2007

Inne
- Bloody Ritual (demo) – 2002
- Black Metal Kommando / Gas Chamber (kompilacja) – 2005
- Black Metal Massacre Live – 2007